# Stilpon pilomus
Stilpon pilomus är en tvåvingeart som beskrevs av Meg S. Cumming 1992. Stilpon pilomus ingår i släktet Stilpon och familjen puckeldansflugor.
Artens utbredningsområde är New Hampshire. Inga underarter finns listade i Catalogue of Life.